# Coppa Italia 2008-2009 (pallavolo maschile)
La Coppa Italia di pallavolo maschile 2008-2009 è stata la 31ª edizione della coppa nazionale d'Italia e si è svolta dal 28 gennaio al 1º febbraio 2009. Al torneo hanno partecipato 8 squadre di club italiane e la vittoria finale è andata per la quarta volta, la seconda consecutiva, all'Associazione Sportiva Volley Lube.

## Regolamento
Hanno partecipato al torneo le prime otto squadre classificate al termine del girone d'andata della regular season della Serie A1 2008-09 che hanno quindi disputato quarti di finale, semifinali e finale.

## Torneo

### Tabellone
|  | Quarti di finale | Quarti di finale | Quarti di finale |          |          | Semifinali | Semifinali | Semifinali |  |  | Finali | Finali | Finali |
|  |                  |                  |                  |          |          |            |            |            |  |  |        |        |        |
|  | 1                | Lube             | 3                |          |          |            |            |            |  |  |        |        |        |
|  | 8                | Callipo          | 0                |          |          |            |            |            |  |  |        |        |        |
|  | 8                | Callipo          | 0                |          | 1        | Lube       | 3          |            |  |  |        |        |        |
|  |                  |                  |                  |          | 1        | Lube       | 3          |            |  |  |        |        |        |
|  |                  | 4                | Piacenza         | 1        |          |            |            |            |  |  |        |        |        |
|  | 4                | 4                | Piacenza         | 1        | Piacenza | 3          |            |            |  |  |        |        |        |
|  | 4                |                  |                  |          | Piacenza | 3          |            |            |  |  |        |        |        |
|  | 5                | Gabeca           | 0                |          |          |            |            |            |  |  |        |        |        |
|  |                  |                  |                  |          |          |            |            |            |  |  | 1      | Lube   | 3      |
|  |                  |                  | 3                | Piemonte | 1        |            |            |            |  |  |        |        |        |
|  | 2                | Trentino         | 2                |          |          |            |            |            |  |  |        |        |        |
|  | 7                | Treviso          | 3                |          |          |            |            |            |  |  |        |        |        |
|  | 7                | Treviso          | 3                |          | 7        | Treviso    | 2          |            |  |  |        |        |        |
|  |                  |                  |                  |          | 7        | Treviso    | 2          |            |  |  |        |        |        |
|  |                  | 3                | Piemonte         | 3        |          |            |            |            |  |  |        |        |        |
|  | 3                | 3                | Piemonte         | 3        | Piemonte | 3          |            |            |  |  |        |        |        |
|  | 3                |                  |                  |          | Piemonte | 3          |            |            |  |  |        |        |        |
|  | 6                | BluVolley Verona | 1                |          |          |            |            |            |  |  |        |        |        |

### Risultati

#### Quarti di finale
| 28 gennaio 2009 - ore 18:00 PalaBassano, Bassano del Grappa | Lube     | 3 - 0 | Callipo          | 25-18, 25-18, 25-17               |
| 29 gennaio 2009 - ore 18:00 PalaBAM, Mantova                | Piemonte | 3 - 1 | BluVolley Verona | 20-25, 25-14, 25-12, 25-20        |
| 28 gennaio 2009 - ore 20:30 PalaBassano, Bassano del Grappa | Trentino | 2 - 3 | Treviso          | 26-28, 25-22, 24-26, 30-28, 10-15 |
| 29 gennaio 2009 - ore 20:30 PalaBAM, Mantova                | Piacenza | 3 - 0 | Gabeca           | 25-23, 25-22, 25-22               |

#### Semifinali
| 31 gennaio 2009 - ore 16:15 PalaFiera, Forlì | Lube    | 3 - 1 | Piacenza | 21-25, 25-19, 25-21, 25-22        |
| 31 gennaio 2009 - ore 18:30 PalaFiera, Forlì | Treviso | 2 - 3 | Piemonte | 16-25, 25-19, 17-25, 25-19, 13-15 |

#### Finale
| 1º febbraio 2009 - ore 18:30 PalaFiera, Forlì | Lube | 3 - 1 | Piemonte | 25-21, 15-25, 25-20, 25-23 |